# Alfonso Lovo Cordero

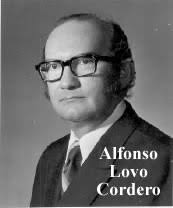
Alfonso Lovo Cordero (1972)

Alfonso Lovo Cordero (* 11. Juni 1927 in Danlí, Departamento El Paraíso, Honduras; † 10. Mai 2018) war von 1967 bis 1972 Landwirtschaftsminister in Nicaragua und von 1972 bis 1974 Mitglied der Junta Nacional de Gobierno.

## Leben
Alfonso Lovo Cordero wurde in Honduras geboren. Dorthin hatte sich seine Mutter, Esperanza Cordero Núñez, geflüchtet, nachdem die Truppen von General Augusto César Sandino gegen die Garnison der Guardia Nacional de Nicaragua in ihrem Heimatort Ocotal vorrückten (siehe die „Schlacht von Ocotal“). Er entstammte einer Familie, aus der mehrere Offiziere und Politiker hervorgegangen waren, darunter sein Onkel José María Moncada Tapia, Präsident von Nicaragua von 1929 bis 1932.
Lovo studierte an der Cornell University in den USA und Jura an der Universität von León, an der er mit einer Dissertation zur Sozialversicherung promoviert wurde. Allerdings arbeitete er nie als Jurist, sondern wurde Importeur für Autos und Traktoren. Dieses lukrative Geschäft fiel ihm zu, nachdem er sich der Partido Liberal Nacionalista angeschlossen hatte; seit 1956 war er ein Vertrauter des Somoza-Clans.
1967 machte ihn Anastasio Somoza Debayle zu seinem Landwirtschaftsminister. Da die Verfassung eine Wiederwahl von Somoza nicht zuließ, gab er am 1. Mai 1972 formal die Macht ab und ließ eine Junta Nacional de Gobierno bilden, ein Triumvirat bestehend aus Roberto Martínez Lacayo, Fernando Bernabé Agüero Rocha und Alfonso Lovo Cordero. Unter dem Deckmantel der Junta konnte der Somoza-Clan faktisch weiter herrschen. Am 1. Dezember 1974 übernahm Somoza wieder die Präsidentschaft. Lovo wurde ausgemustert und für die geleisteten Dienste reichlich entlohnt.
Als die Sandinisten 1979 Somoza stürzten, folgte ihm Lovo ins Exil und ging zuerst nach New Orleans, dann nach Miami. Dort gründete er 1980 die Firma ALCOR International Consultants, die im Agrar- und Pharmaziegeschäft tätig war. Sie wurde später von dem Peptidhersteller Demegen, Inc. übernommen und Lovo 1992 von Demegen zum Direktor bestellt.
2001 klagte der Sohn von Alfonso Lovo Cordero, Alfonso Lovo Blandón, auf Räumung eines Baseballfeldes, das angeblich Eigentum seiner Familie sei.